# Crotalus pricei
Crotalus pricei là một loài rắn trong họ Rắn lục. Loài này được Van Denburgh mô tả khoa học đầu tiên năm 1895.
Loài rắn đuôi chuông này tìm thấy tại Hoa Kỳ và Mexico. Hiện nay, hai phân loài được công nhận, bao gồm cả phân loài chỉ định được mô tả ở đây